# Indiska försvarets bevakningskår
Indiska försvarets bevakningskår, The Defence Security Corps (DSC), bildades 1947 som försvarsdepartementets polis (Defence Department Constabulary (DDC)). Året efteråt ombildades polisen till försvarsministeriets bevakningskår (Ministry of Defence Security Corps (MDSC)) och fick sitt nuvarande namn 1958. DSC har som huvuduppgift att bevaka det indiska försvarets anläggningar och består av cirka 30 000 personer.
DSC har ställning som personalkår inom Indiens armé och personalen utgörs enbart av soldater med minst fem års anställning från alla försvarsgrenar. Anställningen sker genom kontraktsanställning i femårsterminer. Personalen består av underofficerare och manskap. Gradstrukturen är densamma som i den indiska armén.